# Азула
Принцеса Азула е измислен герой и един от главните антагонисти в анимационния сериал на „Никелодеон“ „Аватар: Повелителят на четирите стихии“, създаден от Майкъл Данте Ди Мартино и Браян Кониетцко. Героят е озвучен от актрисата Грей Делайл.
В сериала, Азула е коронованата принцеса на Огнената нация и един от най-могъщите повелители на огъня. По заповед на баща ѝ лорд Озай, тя започва преследване на аватара и залавяне на брат ѝ Зуко и чичо ѝ Иро, заедно с приятелките си от детството Мей и Тай Ли. Азула е известна като умел стратег и манипулатор, както казва брат ѝ Зуко „Тя винаги лъже“.

## Появи

### Аватар: Повелителят на четирите стихии – Телевизионен сериал

#### Книга първа: „Вода“
Азула е един от тъмните силуети в началото на всеки епизод. Азула е силуета който повелява огъня. В първия сезон тя се появява за първи път в ретроспекция по време на Агни Кай (дуел с огън) когато 13-годишният Зуко се изправя срещу баща им лорд Озай. Азула се усмихва когато лицето на Зуко е изгорено, след като той отказва да се бие с Озай, който приема това като знак за слабост и неуважение. След този случай огненият господар Озай прогонва трайно белязания Зуко и му дава задача да намери отдавна изгубения аватар. Има още една кратка поява на Азула в края на първи сезон в която Озай и възлага задачата да залови аватара и брат ѝ Зуко.

#### Книга втора: „Земя“
Във втория сезон Азула е главен антагонист, тя преследва Аватара, брат ѝ Зуко и чичи ѝ Иро с помощта на приятелките ѝ от детството Мей и Тай Ли. Азула продължава преследването си до края на сезона. След неуспеха ѝ да превземе столицата на земното царство Ба Синг Се, използвайки гигантска машина с която да пробие здравата външната стената на града, Азула се сблъсква с войните от остров Киоши, след като Азула и приятелките ѝ ги побеждават, те взимат дрехите им и решават да се представят за тях.
Представяйки се като Киоши воини, Азула и нейните приятели проникват в Ба Синг Се и се сприятеляват с краля на земното царство Куей, който им разказва за планираното нападение срещу Огнената нация по време на предстоящото слънчево затъмнение. Азула също разбира, че тайната полиция и разузнавателната агенция, известна като Дай Ли, е ключът към властта в столицата. Тя е разкрита от агентите на Дай Ли и е изправена пред затворения им лидер Лонг Фенг. След умишленото ѝ разкритие Азула заблудава Лонг Фенг във фалшиво чувство за контрол и приема предложението му да помогне за осъществяването на държавен преврат срещу земния крал. Веднага след завземането на властта, Азула предава Лонг Фенг и поема постоянното ръководство на Дай Ли. Тя също среща Зуко в града и го убеждава да се присъедини към нея, като по този начин ще убеди баща им да им прости. Азула и Зуко започват битка срещу Аанг и Катара, Азула успява да улучи Аанг докато е в аватарски транс, но той по-късно е излекуван от Катара. След това Азула нарежда на Дай Ли да съборят стените на Ба Синг Се, като по този начин армията на Огнената нация нахлува и превзема града.

#### Книга трета: „Огън“
В ранните епизоди на този сезон Азула, брат ѝ Зуко и приятелките ѝ Мей и Тай Ли се завръщат победоносно в земите на Огнената нация с чичо им Иро като затворник. Азула лъже огнения господар Озай като твърди че Зуко е убил аватара.тъй като има предчувствие, че Аанг е оцелял и знае, че цялата вина би паднала върху него при евентуалното му оцеляване. По време на епизода от две части „Денят на Черното слънце“, Аанг събира елитни сили за нашествие и атакува столицата, възползвайки се от слънчевото затъмнение, което прави повелителите на огъня безсилни. След като е бил предупреден от Азула, Озай е евакуиран в подземен бункер преди нашествието. Азула и нейните агенти от Дай Ли задържат Аанг и приятелите му Сока и Тоф за да не намерят Озай преди края на затъмнението, което продължава само осем минути, след края на затъмнението армията на Огнената нация отвръща с пълна сила, което води до провал на инвазията. Въпреки това Зуко се присъединява към отбора на Аватара.
По-късно Азула, придружена от Мей и Тай Ли посещава най-сигурният и строго пазен затвор на Огнената нация, Кипящата скала, където Зуко е заловен в опит да проникне в затвора и да спаси пленените сили от неуспешното нашествие. Въпреки това Зуко, Сока, Суки (водач на воините от Киоши, които бяха заловени след битката им с Азула) и бащата на Сока и Катара, Хакода успяват да избягат. Мей предава Азула като подпомага бягството на групата поради любовта си към Зуко. Вбесена поради това Азула се опитва да атаква Мей но е спряна от Тай Ли която блокира временно повеляването на Азула над огъня. След като Мей и Тай Ли са заловени за измяна, Азула води отряд за нападение над Западния въздушен храм, където се бие със Зуко. Битката завършва наравно, като Азула едва избягва смъртта, след като пада от един от дирижаблите, докато главните герои успяват да избягат.
На финала, Озай оставя Азула начело на Огнената нация докато той тръгва да завладее света. Скоро след това Азула изпада в психоза, халюцинира за отдавна изгубената си майка и сваля от позиция почти всички нейни слуги и съветници. Преди тя да бъде коронована като Огнен Лорд, Зуко и Катара прекъсват церемонията, след което Азула предизвиква Зуко да се дуелира с нея в Агни Кай. Въпреки това, атаките на Азула, макар и мощни, са буйни и емоционални, докато атаките на Зуко са спокойни и дисциплинирани. След като вижда това Азула решава да наруши правилата и атакува Катара с мълния, Зуко предпазва Катара с опит да пренасочи мълнията. В крайна сметка Катара побеждава Азула и я пленява, което кара Азула да получи пълен нервен срив.

### Аватар: Повелителят на четирите стихии – Комикси

#### Обещанието
След края на войната Азула е приета в психиатрично заведение, където е наблюдавана от близо. Една година след края на войната Зуко посещава Азула, за да поиска съдействието ѝ да получи информация от Озай за местонахождението на отдавна изгубената им майка Урса, Азула приема без да иска нищо в замяна.

#### Търсенето
Когато Азула посещава Озай в затвора му, те са наблюдавани от Зуко който е настоящ лорд на огъня, преди тя да го помоли да си тръгне поради факта че баща им мълчи в негово присъствие. След като научава за писмата, изпратени от Урса, които фалшиво твърдят, че Зуко не е биологичният син на Озай, Азула избягва въпросите на брат си, като го разсейва и лъже достатъчно дълго, за да получи достъп до писмата и да ги изгори. Убеждава Зуко да ѝ позволи да се присъедини към стремежа му да намери Урса. Истинския план на Азула е да използва писмата за да детронира брат си Зуко и да убие майка си. Зуко се съгласява и тя се присъединява към екипа. Екипът в крайна сметка установява, че Урса е загубила паметта си и е приела самоличността на Норико, създавайки ново семейство в родното си село. Въпреки че Азула едва не убива Урса, тя се чувства емоционално объркана, след като майка ѝ се извинява, че не ѝ е показала достатъчно майчина любов и още повече, след като Зуко разкрива, че все още обича сестра си, въпреки обтегнатите им отношения. Това объкрва Азула и тя бяга в пустияната. В продължение на няколко седмици Зуко търси Азула, но не успява да я намери.

## Създаване на героя
Синия пламък на Азула е трябвало да символизира, че тя е по-могъща от Зуко като повелител на огъня, а също така и за по-лесно различаване на атаките на двата героя. Кониецко вярва, че тя е „далеч най-сложният, интересен и опасен злодей в поредицата“ а Ди Мартино казва че тя е неговия любим злодей в поредицата.

### Глас
Азула е озвучена от актрисата Грей Делайл в анимационния сериал Аватар: Повелителят на четирите стихии.